# Château Coloma
 (octobre 2023).
Le château Coloma (en néerlandais : Kasteel Coloma), situé à Leeuw-Saint-Pierre, est un château datant du XVIIe siècle. Il est édifié au milieu d'un plan d'eau.

## Histoire
Ancien siège de l’importante seigneurie de Leeuw-Saint-Pierre, le château Coloma, de style renaissance, porte le nom d’un chambellan de l’impératrice Marie-Thérèse d’Autriche, Charles de Coloma qui en est devenu propriétaire par son mariage, en 1745, avec Eugénie Roose van der Gracht, petite-fille de Jean-Charles Roose qui avait acheté la seigneurie de Leeuw-Saint-Pierre en 1687.
Une forteresse carrée avait été construite aux environs de 1515 par Léonard Vandenhecke, échevin de Bruxelles.  Après plusieurs changements de propriétaire, elle entre, par le jeu des alliances, dans le patrimoine de Jean-Charles Roose, capitaine de cavalerie dans l’armée espagnole, élevé le 20 décembre 1690 au rang de baron de Leeuw-Saint-Pierre par Charles II d’Espagne. En l’absence de descendant, le domaine passe ensuite à la branche cadette de la famille avant d’aboutir chez les Coloma.
C’est alors que la citadelle militaire — deux bâtisses accolées sur pignons à redents flanquées de tours d’angle, dans des douves alimentées par le Zuenbeek — est transformée en résidence de campagne symétrique, d’inspiration classique, sur une terrasse entourée d’eau. Le pont à trois arches, par lequel on accède à l’entrée principale, a été affublé d’une rambarde moderne. Le corps de logis rectangulaire, ramassé sous une toiture unique à croupes dont les pignons à redents ont été rabotés, est flanqué, à l’ouest, de deux nouvelles tours carrées, surmontées de bulbes.  Le portail d’entrée est couronné d’un fronton triangulaire sur pilastres. La plupart des fenêtres perdent leurs croisillons au profit de linteaux surbaissés. Mais la transformation ne gomme pas pour autant le caractère renaissance de l’ensemble dont les traces sont multiples : mélange de brique rouge et de pierre utilisées pour les meneaux, les cordons entre étages et les chaînes d’angle harpées à bossages ; tours coiffées de bulbes ; croisillons de pierre des baies des tours orientales ; ponton d’accès sur quatre arcades en pierre surbaissées, garnies de balustrades.   
À la mort, sans héritier, de Charles Coloma, le domaine est dévolu à son cousin, le comte Jean-Marie van der Dilft de Borghvliet et puis, par alliance à nouveau, à la famille de Limburg-Stirum.  Le dernier descendant, le comte Christophe de Limburg-Stirum, ne l’habite plus guère et le loue à l’État belge entre 1974 et 1980, après y avoir abrité un pensionnat. L’accès au public est alors autorisé et l’entretien du domaine assuré par la commune.  Mais le château, inoccupé, se dégrade rapidement, victime des lenteurs administratives liées à l’acquisition et à l’approbation des plans de restauration.  Le château restauré est finalement inauguré le 12 septembre 1992 et partagé par les services administratifs de la commune et un centre culturel ouvert à la population.

## Le parc et la roseraie
Le parc du château, d’une superficie de quinze hectares, est géré par la Communauté flamande et intégré dans la ceinture verte autour de Bruxelles. L’étang rectangulaire, le canal et les grandes allées témoignent encore du parc symétrique à la française d’origine. Au sud, les jardins ont fait place, à la fin du XVIIIe siècle, à un parc à l’anglaise légèrement vallonné avec ses grandes pelouses parsemées d’arbres solitaires et ses chemins ondoyants. L'espace entre le parc et le centre du village a été aménagé en verger.
Disséminés dans le parc, on peut encore voir les anciennes écuries converties aux besoins de la roseraie voisine, une remise (1731) et un pavillon entre pignons à redents et tour ronde sous toit conique, daté de la fin du XVIIIe siècle.  La remise, de style renaissance, présente une arcature sur colonnes doriques, de jolies portes et des fenêtres en plein cintre à meneaux.  Elle abrite aujourd’hui une agréable taverne.  Isolée sur une colline, la tour carrée rappelle le donjon d’un ancien manoir.  Elle accueille un petit musée de la rose.
Une roseraie, divisée en quatre parcelles contenant plus de 3 000 variétés de rosiers originaires d’Europe, d’Amérique et d’Australie, a été aménagée à la fin du XXe siècle. La première partie (1995) marie les roses rouges et blanches dans un corset géométrique, réminiscence des jardins d’autrefois, de l’histoire du domaine et des couleurs de la commune. La deuxième (1996) abrite, dans des figures circulaires autour d’un dôme, des rosiers d’horticulteurs flamands, primés lors de concours nationaux ou internationaux.  Le travail de pionnier de Louis Lens sur les variétés botaniques est particulièrement mis à l’honneur. La troisième (2000) raconte l’épopée de la rose depuis l’Antiquité. La quatrième parcelle (2000) enfin, de loin la plus grande, présente des rosiers primés venus du monde entier. Elle est aménagée en style paysager et divisée en aires géographiques de provenance.

## Sources
- DEMEY (Th.), La Ceinture verte de Bruxelles, Bruxelles, Badeaux, 2012 (2e édition), p. 451 à 454.